# Mandoverzum
A Mandoverzum (Mandoverse) vagy Filoniverzum (Filoniverse) egy rajongói elnevezése annak az Új Köztársaság korán belüli időszaknak a Csillagok háborúja univerzumban, ahol a Jon Favreau és Dave Filoni által készített filmek és sorozatok játszódnak.

## Idővonal
5 évvel A Jedi visszatér után, azaz 9 évvel a Yavini csata után kezdődik A Mandalóri első évadával.

## Filmek, sorozatok

### Sorozatok
| Év        | Magyar cím       | Eredeti cím           | Évadok | Epizódok | Készítő                       | Vezető producerek                                                            | Főszereplők                                   |
| --------- | ---------------- | --------------------- | ------ | -------- | ----------------------------- | ---------------------------------------------------------------------------- | --------------------------------------------- |
| 2019–2023 | A Mandalóri      | The Mandalorian       | 3      | 24       | Jon Favreau                   | Jon Favreau, Dave Filoni, Kathleen Kennedy, Colin Wilson és Rick Famuyiwa    | Pedro Pascal és Katee Sackhoff                |
| 2021–2022 | Boba Fett könyve | The Book of Boba Fett | 1      | 7        | Jon Favreau                   | Robert Rodríguez, Jon Favreau, Dave Filoni, Kathleen Kennedy és Colin Wilson | Temuera Morrison, Ming-Na Wen és Pedro Pascal |
| 2023–     | Ahsoka           | Ahsoka                | 1      | 8        | Dave Filoni                   | Dave Filoni, Jon Favreau és Kathleen Kennedy                                 | Rosario Dawson és Natasha Liu Bordizzo        |
| 2024–2025 | Kóbor alakulat   | Skeleton Crew         | 1      | 8        | Jon Watts és Christopher Ford | Jon Watts, Christopher Ford, Jon Favreau, Dave Filoni és Kathleen Kennedy    | Jude Law                                      |

- A Rangers of the New Republic c. sorozat fejlesztése leállt, mivel a történet elemeit beillesztették A Mandalóri 3. évadába.[1][2][3]

### Film
| Év   | Magyar cím | Eredeti cím             | Rendező     | Író         | Producerek                                   | Főszereplők  |
| ---- | ---------- | ----------------------- | ----------- | ----------- | -------------------------------------------- | ------------ |
| 2026 | TBA        | The Mandalorian & Grogu | Jon Favreau | Jon Favreau | Jon Favreau, Kathleen Kennedy és Dave Filoni | Pedro Pascal |
| TBA  | TBA        | TBA                     | Dave Filoni | Dave Filoni | Kathleen Kennedy                             | TBA          |

## További információ
- A Mandalóri - Hivatalos oldal
- Boba Fett könyve - Hivatalos oldal
- Ahsoka - Hivatalos oldal
- Kóbor alakulat - Hivatalos oldal
- A Mandalóri a Wookieepedián
- Boba Fett könyve a Wookieepedián
- Ahsoka a Wookieepedián
- Kóbor alakulat a Wookieepedián
- Rangers of the New Republic a Wookieepedián
- We Got This Covered
- Wiki of Nerds[halott link]
- Culture Slate